# Ganjingzi
Der Stadtbezirk Ganjingzi (甘井子区,  Gānjǐngzi Qū) ist ein Stadtbezirkt der Unterprovinzstadt Dalian in der chinesischen Provinz Liaoning. Ganjingzi hat eine Fläche von 541,4 km² und zählt 1.841.610 Einwohner (Stand: Zensus 2020), also eine Bevölkerungsdichte von 2.478 E./km².

## Administrative Gliederung
Auf Gemeindeebene setzt sich der Stadtbezirk aus vierzehn Straßenvierteln und einer Staatsfarm zusammen. Diese sind:
- Straßenviertel Dalianwan (大连湾街道);
- Straßenviertel Ganjingzi (甘井子街道);
- Straßenviertel Gezhenpu (革镇堡街道);
- Straßenviertel Hongqi (红旗街道);
- Straßenviertel Jiaojinshan (椒金山街道);
- Straßenviertel Jichang (机场街道);
- Straßenviertel Nanguanling (南关岭街道);
- Straßenviertel Paoya (泡崖街道);
- Straßenviertel Quanshui (泉水街道);
- Straßenviertel Xinghua  (兴华街道);
- Straßenviertel Xinzhaizi (辛寨子街道);
- Straßenviertel Yingchengzi (营城子街道);
- Straßenviertel Zhonghualu (中华路街道);
- Straßenviertel Zhoushuizi (周水子街道);
- Staatliche Obstplantagen der Auslandschinesen Dalian (大连华侨果树农场).